# Ganczo Bankow
Ganczo Bankow (bułg. Ганчо Банков; ur. 16 lutego 1990 w Płowdiwie) – bułgarski wioślarz.

## Osiągnięcia
- Mistrzostwa Świata Juniorów – Linz 2008 – czwórka bez sternika – 7. miejsce[1].
- Mistrzostwa Europy – Brześć 2009 – dwójka bez sternika – 11. miejsce[1].